# 喬霍達里夫卡
47°22′10″N 30°4′24″E / 47.36944°N 30.07333°E
喬霍達里夫卡（烏克蘭語：Чогодарівка）是位於烏克蘭西南部的村莊，由敖德萨州贝雷济夫卡区的喬霍達里夫卡市鎮負責管轄，並為該市鎮的行政中心。該村始建於1924年，面積1.9平方公里，海拔高度61米，2001年人口636，人口密度每平方公里334.74人。